# جوان بولاشيك
جوان بولاشيك (بالإنجليزية: Joan A. Polaschik)‏ هي دبلوماسية وسفيرة الولايات المتحدة لدى الجزائر. تم ترشيحها من قبل الرئيس باراك أوباما ثم وافق مجلس الشيوخ 29 يوليو 2014، فترتها 14 أغسطس 2014.

## نشأتها وتعليمها
ترعرعت بولاشيك في الإسكندرية، فيرجينيا. . التحقت بجامعة فيرجينيا، حيث حصلت على الشهادة الجامعية الأولى في الدراسات الروسية والشؤون الخارجية في عام 1993. وحصلت على ماجستير من جامعة جورج تاون في الشؤون الخارجية.

## الحياة المهنية
انضمت إلى وزارة الخارجية الأمريكية في عام 1995. أولى مهامها الدبلوماسية كانت في طشقند، أوزبكستان، وفي عام 1997 أصبحت مسؤولا سياسيا في السفارة التونسية. في عام 1999 أصبحت مساعد رئيس الموظفين في مكتب وزارة الخارجية لشئون الشرق الأدنى. ثم توالت عليها مهامها إلى العاصمة الأردنية عمان، حيث تعاملت مع قضية اللاجئين من الحرب في العراق كما عملت بالسفارة الأمريكية في باكو، أذربيجان، كمستشارة للشئوون السياسية والاقتصادية من 2005 إلى 2008.

و قبل ذلك اشتغلت السفيرة كمسؤولة لمكتب إيران بكتابة الدولة الأمريكية من سنة 2000 إلى 2001،
في عام 2009 انتقلت بولاشيك إلى طرابلس، ليبيا، نائبًا لرئيس البعثة. في 11 سبتمبر 2012، هوجمت القنصلية وقتل أربعة أشخاص، بينهم السفير كريستوفر ستيفنز. وكانت القائم بالأعمال في السفارة نسقت إجلاء موظفي السفارة غير الأساسيين وعائلاتهم. . ثم أغلقت السفارة في طرابلس ابوابها في الطوابق السفيلة، لأول مرة منذ 12 عاما في الولايات المتحدة أغلقت بعثة أمريكية. قبل الإخلاء النهائي.

وبقيت بولاشيك مستيقظة ومن معها طوال الليل حيث كسرت أجهزة الكمبيوتر وخربت المعلومات الحساسة. قبل هروبهم من ليبيا، ولم شمل موظفي السفارة في واشنطن العاصمة وأنشأت السفارة في المنفى.

العام 2013 بدأت مهمة مديرا في مكتب الشؤون الإسرائيلية والفلسطينيين مع مكتب وزارة الخارجية لشئون الشرق الأدنى.

## اتقانها العربية
بالإضافة إلى اللغة الإنجليزية، «جوان بولاشيك» تتحدث العربية بطلاقة والفرنسية الأذربيجانية، والروسية. بعد أن درست اللغة العربية في معهد الخدمة الخارجية.